# مقاطعة بيج (آيوا)
مقاطعة بيج (بالإنجليزية: Page County)‏ هي إحدى مقاطعات ولاية آيوا في الولايات المتحدة الأمريكية.